# Rotonde Saint-Georges de Sofia
La rotonde Saint-Georges est le plus ancien bâtiment préservé de Sofia. Elle date du début du IVe siècle.

## Histoire
Le bâtiment abritait les reliques de Jean de Rila avant d'être transféré[pas clair] à Veliko Tarnovo. Selon la légende, les reliques auraient guéri l'empereur Manuel Ier Comnène. Les reliques ont été saisies par les Hongrois et emmenées à Esztergom, puis restituées.
Les reliques du roi Stefan Milutin ont été à l'origine déposées ici à partir de 1460. Aujourd'hui, la rue où se trouve l'église porte le nom de Léandre le Gay,.